# Sefadu
Sefadu é uma cidade da Serra Leoa.